# والد أعزب
الوالد الأعزب أو الأم العزباء هو شخص لديه طفل أو أكثر لكن ليس لديه شريك (زوج\زوجة) يساعد في تنشئة أو دعم الطفل. من أسباب وجود الأباء والأمهات العازبين الطلاق والانفصال نتيجة العنف المنزلي والاغتصاب والإنجاب خارج إطار الزواج والترمّل والهجر والتبنّي. أما الأسرة ذات الوالد الأعزب\الأم العزباء هي أسرة فيها أطفال تتم تنشئتهم بواسطة أحد الوالدين فقط.

## التاريخ
لطالما كان الأباء العازبون أمراً شائعاً تاريخياً بسبب وفاة آحد الأبوين بسبب المرض والحروب والقتل وحوادث العمل ووفيات الأمومة. تشير التقديرات التاريخية إلى أنه في القرى الفرنسية أو الإنجليزية أو الإسبانية في القرنين السابع عشر والثامن عشر، فقد ثلث الأطفال على الأقل أحد والديهم أثناء الطفولة ؛ في القرن التاسع عشر فقد ما يقرب من نصف الأطفال في ميلانو أحد والديهم على الأقل في سن العشرين؛ في القرن التاسع عشر فقد ما يقرب من ثلث الأولاد في الصين أحد والديهم أو كليهما في سن 15 عامًا. غالبًا ما كانت هذه الحالات قصيرة المدة، حيث كانت معدلات الزواج مرة أخرى مرتفعة.
كان الطلاق نادراً بشكل عام تاريخيًا (على الرغم من أن هذا يعتمد على الثقافة والعصر)، وأصبح من الصعب جدًا الحصول على الطلاق بشكل خاص بعد سقوط الإمبراطورية الرومانية، في أوروبا في العصور الوسطى، بسبب التدخّل القوي للمحاكم الكنسية في الشؤون الأسرية.

## التركيبة السكانية

### الأسر
وفق إحصائيات عام 2011، بين جميع الأسر في بلدان منظمة التعاون الاقتصادي والتنمية، تراوحت نسبة الأسر ذات العائل الواحد بين 3-11٪، بمتوسط 7.5٪. كانت النسبة الأعلى في أستراليا (10٪) وكندا (10٪) والمكسيك (10٪) والولايات المتحدة (10٪) وليتوانيا (10٪) وكوستاريكا (11٪) ولاتفيا (11٪) ونيوزيلندا (11٪)، بينما كانت النسبة الأدنى في اليابان (3٪)، اليونان (4٪)، سويسرا (4٪)، بلغاريا (5)، كرواتيا (5٪)، ألمانيا (5٪)، إيطاليا (5٪) وقبرص (5٪). كانت النسبة 9٪ في كل من أيرلندا والمملكة المتحدة. 
في الفترة 2005-2009، بلغت نسبة الأسر ذات العائل الواحد التي لديها أطفال حوالي 10% في اليابان، 16٪ في هولندا، 19٪ في السويد 20٪ في فرنسا ، 22٪ في الدنمارك ، 22٪ في ألمانيا ، 23٪ في أيرلندا ، و 25٪ في كندا ، و 25٪ في المملكة المتحدة ، و 30٪ في الولايات المتحدة. ارتفعت النسبة في الولايات المتحدة من 20٪ في عام 1980 إلى 30٪ في عام 2008.
في جميع الدول الأعضاء في منظمة التعاون الاقتصادي والتنمية، كانت الأم هي المعيل في الأسر التي تضمّ والداً واحداً. أما نسبة الأسر التي يعولها الأب فتراوحت بين 9% و25%. أدنى هذه النسب في إستونيا (9%)، كوستاريكا (10%)، قبرص (10%)، اليابان (10%)، أيرلندا (10%)، المملكة المتحدة (12%)، في حين أن الدول ذات النسب الأعلى هي النرويج (22%)، إسبانيا (23%)، السويد (24%)، رومانيا (25%)، الولايات المتحدة (25%). لم تتوفر هذه الأرقام لكندا أو أستراليا أو نيوزيلندا.

### الأولاد
في 2016/17، تباينت نسبة الأطفال الذين يعيشون في أسر وحيدة الوالد بين 6٪ و 28٪ في مختلف دول منظمة التعاون الاقتصادي والتنمية، بمتوسط 17٪ في هذه الدول. كانت النسبة الأدنى في تركيا (2015، 6٪)، اليونان (8٪)، كرواتيا (8٪)، وبولندا (10٪)، بينما كانت النسب الأعلى في فرنسا (23٪)، المملكة المتحدة (23٪)، بلجيكا ( 25٪)، وليتوانيا (25٪)، والولايات المتحدة (27٪)، ولاتفيا (28٪). وكانت نسبة 19٪ في أيرلندا وكندا.
يعيش معظم الأطفال في الأسر ذات العائل الواحد في المقام الأول مع الأم، بينما يعيش آخرون بشكل أساسي مع الأب، في حين يعيش بعض الأطفال الآخرين وفق ترتيب الأبوة والأمومة المشتركة حيث يقضون قدرًا متساويًا تقريبًا من الوقت مع كلا الوالدين. في عام 2016، تراوحت نسبة الأطفال الذين تتراوح أعمارهم بين 6 و 12 عامًا الذين يعيشون بشكل أساسي مع والد وحيد بين 5٪ و 36٪ بين مختلف دول منظمة التعاون الاقتصادي والتنمية. كانت الأعلى في بلجيكا (17٪) ، أيسلندا (19٪) ، سلوفينيا (20٪) ، فرنسا (22٪) ، النرويج (23٪) والسويد (36٪) ، بينما كانت الأدنى في ليتوانيا (4٪) ، أيرلندا (5٪) ، بولندا (5٪) ، إستونيا (7٪) ، النمسا (7٪) والمملكة المتحدة (8٪). كان 15٪ في الولايات المتحدة.
في 2005/2006، تراوحت نسبة الأطفال الذين تتراوح أعمارهم بين 11 و 15 عامًا الذين يعيشون في ترتيبات الأبوة المشتركة مقابل واحد فقط من والديهم بين 1٪ و 17٪ ، وهي الأعلى في السويد. كانت النسبة 5٪ في أيرلندا والولايات المتحدة ، و 7٪ في كندا والمملكة المتحدة. بحلول 2016/17، ارتفعت النسبة في السويد إلى 28%.

## التأثير على الوالدين
أكثر من 9.5 مليون أسرة أمريكية تعولها امرأة فقط. من المرجح أن تعاني الأمهات العازبات من المشاكل الصحية العقلية، والمصاعب المالية، ويعشن غالباً في منطقة ذات دخل منخفض، ويحصلن على مستويات منخفضة من الدعم الاجتماعي. تؤخذ كل هذه العوامل في الاعتبار عند تقييم الصحة العقلية للأمهات العازبات. تحدث حالات متوسطة إلى شديدة من الاضطراب النفسي بين الأمهات العازبات بنسبة 28.7٪ مقارنة بالأمهات الشريكات حيث تصل نسبة الحالات عندهن إلى 15.7٪. تشمل هذه الإعاقات العقلية على سبيل المثال لا الحصر اضطراب القلق والاكتئاب. تؤثر المصاعب المالية أيضًا على الصحة العقلية للأمهات العازبات، حيث تعيش معظم هولاء الأمهات، اللاتي تتراوح أعمارهن بين 15 و 24 عامًا، في مناطق اجتماعية واقتصادية منخفضة التكاليف، ولديهن طفل واحد، وهن ممن لم يكملن سنتهن الأخيرة من المدرسة الثانوية.
حاولت دراسة مماثلة عن الصحة النفسية للأمهات العازبات الإجابة على السؤال التالي: "هل هناك فروق في انتشار الاضطرابات النفسية بين الأمهات المتزوجات وغير المتزوجات والأمهات المنفصلات/المطلقات؟" إحصائيًا، كان لدى الأمهات غير المتزوجات اللاتي لم يتزوجن مطلقًا والأمهات المنفصلات/المطلقات أعلى معدل تعاطي المخدرات بصورة منتظمة واضطراب الشخصية وحالة الكرب التالي للصدمة النفسية. يمكن أن يصبح هيكل الأسرة محفزًا لمشاكل الصحة العقلية لدى الأمهات العازبات، وهنّ معرضات بشكل خاص لخطر الإصابة بمستويات أعلى من أعراض الاكتئاب.
أظهرت الدراسات التي أجريت في سبعينيات القرن العشرين أن الأمهات العازبات غير المستقرات مالياً أكثر عرضة للإصابة بالاكتئاب. في دراسة أكثر حداثة، ثبت أن الضغوط المالية مرتبطة ارتباطًا مباشرًا بمستويات عالية من الاكتئاب. قد تصل أعراض الاكتئاب بين الأمهات العازبات ذوات الدخل المنخفض إلى 60٪.